# Heliox
Heliox – mieszanina gazów używana do oddychania w czasie nurkowania, stanowiąca alternatywę dla powietrza.
Heliox składa się z dwóch gazów, tlenu oraz helu w różnych proporcjach, które dobierane są do konkretnego nurkowania. Mieszaninę tę, podobnie jak trimix, hydrox i neox, stosuje się w nurkowaniach głębokich. Dzięki zastąpieniu azotu helem wyeliminowane jest ryzyko wystąpienia narkozy azotowej.
Istotną wadą helu jest wysoki współczynnik przewodzenia ciepła, które powoduje że nurek traci ciepło nie tylko przez skórę, przed czym chroni skafander nurkowy, ale także w procesie oddychania, przed czym nie można zabezpieczyć się w przypadku najczęściej używanych aparatów oddechowych o obiegu otwartym. Z tego względu nurek oddychający helioksem musi być wyposażony w ogrzewanie, aby zapobiec groźnemu dla życia wychłodzeniu organizmu. Alternatywą może być też używanie mieszanek zawierających mniej helu, np. trimiksu.
Butle zawierające heliox (a także jakikolwiek gaz inny niż powietrze) muszą być wyraźnie oznaczone, gdyż omyłkowe nurkowanie z wykorzystaniem gazu innego niż uwzględniony w planie nurkowania lub zaprogramowany w komputerze nurkowym stanowi poważne zagrożenie dla życia nurka.
Stosowanie do oddychania gazów innych niż powietrze wymaga wiedzy, którą nabyć można na specjalistycznych kursach.